# Paolo Francesco Giustinian
Paolo Francesco Giustinian, al secolo Giulio Ascanio Giustinian (Venezia, 14 aprile 1715 – Treviso, 17 febbraio 1789), è stato un arcivescovo cattolico italiano.

## Biografia
Proveniva dalla famiglia patrizia dei Giustinian (ramo "delle Budelle d'Oro", lo stesso a cui era appartenuto il doge Marcantonio), figlio di Marcantonio, che fu procuratore di San Marco, e di Elisabetta Morosini; suo fratello era Nicolò Antonio Giustinian, che fu pure vescovo a Verona, Torcello e Padova.
Il 1º maggio 1736 entrò nell'Ordine dei frati minori cappuccini e trascorse un periodo di studi a Roma, dove acquisì fama di teologo e oratore. Giunto a conoscenza delle sue qualità, papa Benedetto XIV lo nominò vescovo di Chioggia, venendo consacrato a Roma il 21 luglio 1744. Il 13 dicembre 1744 giunse finalmente a Chioggia dove fu accolto da un ricco corteo acqueo.
Subito organizzò visite pastorali per tutta la diocesi e, supportato dagli stessi cappuccini, si impegnò a diffondere il catechismo per adulti. Favorì inoltre l'insegnamento del canto gregoriano ai chierici e riorganizzò gli statuti del monastero delle cappuccine di Santa Chiara.
Il 24 agosto 1745 assistette alla traslazione del crocifisso di San Domenico in una cappella provvisoria, essendo la chiesa omonima in ricostruzione.
Visti i suoi meriti, il 16 novembre 1750 il pontefice lo trasferì alla più prestigiosa diocesi di Treviso. Durante questo mandato, si prodigò per il seminario vescovile fondandovi una fornita biblioteca.
Dopo trentasette anni di episcopato, rassegnò le dimissioni per l'età avanzata e fu nominato arcivescovo titolare di Calcedonia.
Venne sepolto nella chiesa dei cappuccini di Treviso.

## Genealogia episcopale e successione apostolica
La genealogia episcopale è:
- Cardinale Scipione Rebiba
- Cardinale Giulio Antonio Santori
- Cardinale Girolamo Bernerio, O.P.
- Arcivescovo Galeazzo Sanvitale
- Cardinale Ludovico Ludovisi
- Cardinale Luigi Caetani
- Cardinale Ulderico Carpegna
- Cardinale Paluzzo Paluzzi Altieri degli Albertoni
- Papa Benedetto XIII
- Papa Benedetto XIV
- Arcivescovo Paolo Francesco Giustinian, O.F.M.Cap.

La successione apostolica è:
- Vescovo Alvise Maria Gabrieli (1758)